# Jaroslav Koča
Jaroslav Koča (28. srpna 1955 Pelhřimov – 2. července 2021) byl český chemik, strukturní biolog, dlouholetý ředitel Národního centra pro výzkum biomolekul Přírodovědecké fakulty Masarykovy univerzity, zakladatel Středoevropského technologického institutu CEITEC a předseda Grantové agentury České republiky.

## Profesní kariéra
Narodil se 28. srpna 1955 v Pelhřimově. Původně se chtěl stát učitelem, pak ale převládl zájem o vědu.
V roce 1979 získal doktorát z matematiky a chemie na Univerzitě Jana Evangelisty Purkyně v Brně. V roce 1983 se stal kandidátem věd na Univerzitě Komenského v Bratislavě a roku 1993 doktorem věd na Masarykově univerzitě v Brně. V roce 1995 byl tamtéž jmenován profesorem v oboru organické chemie.
Dlouhodobě působil na Přírodovědecké fakultě brněnské UJEP, resp. MU, od roku 1983 jako asistent v ústavu matematiky a statistiky a posléze na katedře organické chemie. Jako hostující profesor působil také v Norsku, v Řecku, ve Francii či ve Spojených státech amerických. V letech 1996-2000 byl vedoucím Laboratoře struktury a dynamiky biomolekul Přírodovědecké fakulty MU a od roku 2001 ředitelem Národního centra pro výzkum biomolekul tamtéž, jež spoluzakládal. V letech 2009–2015 byl ředitelem jedné ze složek Středoevropského technologického institutu CEITEC při Masarykově univerzitě a od ledna 2016 se stal vědeckým ředitelem celého institutu. Od roku 2016 byl členem předsednictva Grantové agentury České republiky a v prosinci 2020 byl jmenován jejím předsedou. Během své vědecké kariéry publikoval více než 200 původních vědeckých prací v mezinárodních časopisech.
Žil poblíž Brna. Byl otcem dvou dětí. Zemřel dne 2. července 2021.